# Arabis petiolaris
Arabis petiolaris là một loài thực vật có hoa trong họ Cải. Loài này được (A.Gray) A.Gray mô tả khoa học đầu tiên năm 1864.